# Dolichognatha mapia
Dolichognatha mapia là một loài nhện trong họ Tetragnathidae.
Loài này thuộc chi Dolichognatha. Dolichognatha mapia được miêu tả năm 2001 bởi Brescovit & Cunha.